# Herbita medullata
Herbita medullata är en fjärilsart som beskrevs av Dyar 1918. Herbita medullata ingår i släktet Herbita och familjen mätare. Inga underarter finns listade i Catalogue of Life.